# Dubnová ústava
Dubnová ústava či Pillersdorfova ústava, v oficiálním znění Ústavní listina rakouského císařství (německy Verfassungsurkunde des österreichischen Kaiserstaates), zákon č. 49/1848 PGS, je první ústava v moderním smyslu, která byla přijata na území rakouské monarchie. Ústavu udělil („oktrojoval“) 25. dubna 1848 (odtud zřídka označovaná též jako oktrojovaná ústava) ve Vídni císař Ferdinand I.
Přestože deklarovala, že všechny k rakouskému císařství patřící země tvoří „nedělitelnou konstituční monarchii“, neplatila pro Uhry, Chorvatsko a království lombardsko-benátské. Její text, inspirovaný zejména belgickou ústavou z roku 1831, vznikal pod záštitou ministra vnitra Franze Xavera von Pillersdorf. Přestože tato ústava v porovnání s předbřeznovým stavem znamenala obrovský posun dopředu, byla velmi kritizována, obzvláště její provizorní volební řád. 15. května 1848 přednesli ve vídeňském Hofburgu demonstranti tzv. „Sturmpetition“ (bouřlivou petici), což způsobilo, že již přijatá ústava byla postavena před říšský sněm, který o ní měl jednat; demonstranti žádali změnu nespravedlivého volebního zákona a první říšský sněm (konstituční říšský sněm) tak měl dostat jen jednu komoru, jejíž členové by nebyli zvoleni s ohledem na daňový cenzus. Následující den, 16. května 1848, byla dubnová ústava proto nejprve císařem prohlášena za provizorní a v červenci byl její návrh zcela stažen. Tato ústava tak nikdy nenabyla účinnost.
Ústava byla novelizována zákonem č. 65/1848 PGS, jímž byla její účinnost odložena na rozhodnutí ústavodárného říšského sněmu. Oktrojovaná ústava se tak měla změnit na smluvní ústavu. Nicméně ústavodárný říšský sněm své jednání neustále protahoval, zabýval se i běžnou legislativou, a proto byl rozpuštěn a v březnu 1849 byla vydána druhá oktrojovaná ústava, právě na niž se většinou vztahuje tento pojem.

## Dobový kontext

### Události roku 1848
Rok 1848 začal protirakouskými demonstracemi v Miláně. V únoru byla v Toskánsku zavedena liberální ústava, 22. února musel být v lombardsko-benátském království vyhlášen válečný stav. Zpráva o únorové pařížské revoltě, během níž byl 23. února 1848 poražen režim Ludvíka Filipa, vyvolala v zemích Německého spolku liberálně-demokratická hnutí, které již 5. března 1848 vedlo k přípravě parlamentu složeného ze zástupců zemských parlamentů členských států Německého spolku. Ve Vídni, kam tato zpráva dorazila 6. března 1848, se nejprve mezi měšťany a studenty tvořila shromáždění, která vypisovala petice za dosažení ústavních práv, zrušení cenzury, spolurozhodování na vládě apod. Vláda, oslabena v důsledku pokračujících bojů v severní Itálii a kritické situaci v Uhrách, kde Říšský sněm už od listopadu 1847 projednával progresivní program, se rozhodla jednat zdrženlivě, nicméně nechala zatknout vůdce těchto hnutí. Tyto události vedly k tomu, že 13. března dav složený nejvíce z mladých intelektuálů vtrhnul do dolnorakouského zemského sněmu a tamní zástupce stavů přesvědčil ke společnému předání petice císaři. Následně došlo k bojům mezi demonstranty a vojskem soustředěným poblíž zámku, které se brzy rozšířily po celém městě. Ke studentům se brzy připojili předměstští dělníci. Ještě večer toho dne byl Metternich přinucen k odstoupení. Vláda se domnívala, že se vydáním hlavního exponenta „systému“ sama udrží u moci.

### Reformy státní správy
Následující den byla zrušena cenzura a vznikla na „majetku a inteligenci“ založená Národní garda (Nationalgarde), která se snažila zabránit výtržnostem. Další den bylo formálně potvrzeno povolání stavů. Úkolem tohoto shromáždění bylo dát „konstituci vlasti“. O dva dny později byla vytvořena odpovědná rada ministrů (Ministerrat). Staré dvorské úřady (Hofstellen) byly převedeny na ministerstva (např. Vereinigte Hofkanzlei byla 15. května převedena v ministerstvo vnitra (Innenministerium), Hofkammer 19. května na ministerstvo financí (Finanzministerium), Studienhofstelle 23. března na ministerstvo vyučování (Unterrichtsministerium, dnes ministerstvo školství) atd. Důležité je, že Oberste Justizstelle byla zčásti převedena na ministerstvo spravedlnosti (Justizministerium) a zčásti později na nejvyšší soud (Oberstes Gerichtshof). 20. března 1848 byl pak vydán amnestijní zákon.

### Události v provinciích
Z hlediska českého státního práva, jak bylo vnímáno v Čechách (Morava ani Slezsko se s ním neztotožňovaly), byl návrh ústavy negativní, protože byl svým pojetím centralistický. Země České koruny měly získat autonomii jednotlivě, na požadavek jejich spojení do jednoho celku, jak chtěli představitelé Čech, nebyl brán ohled. Uherský parlament se usnesl na tzv. „31 článcích“, v kterých vyjádřil své uznání uherské samostatnosti a trval na provedení dalekosáhlých politických a sociálních reforem, jakož i na sloučení s Chorvatskem, Slavonií, Vojenskou hranicí a Sedmihradskem, a uznáním maďarštiny za úřední jazyk. Vídeňská vláda tyto články v naději na zklidnění Uher 11. dubna 1848 schválila. Již před tím vynesla tzv. „Českou chartu“, která uznala, že Čechy tvoří samostatné království, mají mít vlastní volený zemský sněm a čeština má být zrovnoprávněna s němčinou.

### Oktrojování ústavy
Do Vídně „se zvláštním zastoupením měšťanstva“ svolané stavy mezi tím rokovaly pod mnoha formálními nejasnostmi o budoucí ústavě. Ferdinand I., aniž čekal na výsledek projednávání, však „oktrojoval“ (z fr. octroyer = poskytnout, povolit) dne 25. dubna 1848 „Ústavní listinu rakouského císařství“, tzv. „oktrojovanou ústavu“. Tím, že tato ústava platila i pro české království, se zdálo, že byla zrušena „Česká charta“, což by mimo jiné znamenalo, že monarcha porušil své slovo.

### Konec revoluce
17. května 1848 byl císař převezen do Innsbrucku, kde zůstal do srpna. Tato skutečnost urychlila rozpad revolučního hnutí, neboť vedla k oddělení umírněných (kteří dosavadní úspěchy považovali za dostatečné k budování státu) od radikálů, kteří požadovali vyhlášení republiky, rozbití teritoriální jednoty, a celkově anarchii.
Po potlačení povstání v Praze a Radetzkého úspěších v Itálii začali konzervativci přemýšlet o obnovení pořádku. Vláda zůstala ve Vídni a pokusila se o vybudování liberálního režimu, který by spolupracoval s nově obsazenými úřady.
22. června 1848 byla započata činnost „konstitučního říšského sněmu“, ale naděje do něj vkládané nebyly naplněny. Průběh prací bránily národnostní a politické spory; třenice existovaly už jen o jazyk, v kterém se mělo pracovat. Mezitím musela Národní garda zasáhnout, protože se část dělníků vzbouřila proti snížení svého platu, což mělo za následek odcizení mezi měšťany a dělníky. V září 1848, když se mělo rozhodnout, zda k jednáním bude přizvána i uherská delegace, v sobě revoluční myšlení udržovaly již jen malé skupiny. Nové boje vypukly, když měla být v říjnu 1848 přepravena vojska z Vídně do Uher. Císař byl převezen do Olomouce, a vrchní velitelství císařských vojsk převzal Alfred Windischgrätz.
Na konci října 1848 byla následně dobyta Vídeň, čímž byla revoluce ukončena. Dne 22. října 1848, ještě během bojů, byl říšský sněm přemístěn do Kroměříže (Kroměřížský sněm), kde během následujících měsíců vznikla tzv. „Kroměřížská ústava“, která ovšem nikdy nevstoupila v platnost, protože nebyla vydána v říšském zákoníku, ale říšský sněm ho schválil.

## Principy ústavy

### Dělba mocí
Pillersdorfova ústava spočívala na principu dělení moci, přičemž jen samotnému císaři dle ní příslušela plná výkonná moc. Zákonodárnou moc měl vykonávat spolu s Říšským sněmem a soudní moc měla být úplně nezávislá.

### Císař
Ve vykonávání své moci byl císař označován za „posvěceného a nedotknutelného“. Ze svého počínání se nikomu nepotřeboval zodpovídat. Jeho vládní rozhodnutí však měly být kryty tím, že byly potvrzeny v daném rezortu zodpovědným ministrem. Císaři příslušela, nehledě k jen jemu podléhajícímu zákonodárství, tato práva:
- obsazování státních úřadů
- vrchní velitelství armády
- vyhlášení války a uzavření míru,
- uzavírání smluv se zahraničními vládami (smlouvy však následně musely být potvrzeny Říšským sněmem)
- vykonání zákonodárství ve jménu císaře
- omilostnění
- svolání, odročení a rozpuštění Říšského sněmu (Po rozpuštění Říšského sněmu měl být během 90 dnů svolán nový.)

### Říšský sněm
Říšský sněm (Reichstag) se měl skládat:
- ze Senátu (Senat), jeho členy se automaticky stali všichni princové císařského domu starší 25 let; dále zde byli členové doživotně jmenováni císařem a 150 členů bylo volených z nejvýznamnějších majitelů pozemků a velkostatkářů
- z Poslanecké sněmovny (Abgeordnetenkammer) o 383 poslancích, jejichž volba měla spočívat na „sčítání lidu a zastoupení všech zájmů státu a občanů“.

Zákony měly být schváleny oběma komorami Říšského sněmu a potvrzeny císařskou sankcí, přičemž v případě neobdržení císařské sankce zákon nevstoupil v platnost. V každé z obou komor byla k přijetí zákona potřebná absolutní většina přítomných poslanců (k otevření jednání postačovala přítomnost pouhých 60 poslanců). Ústavní změny měly potřebovaly ke schválení dvě třetiny přítomných poslanců.

### Autonomie zemí
Zákonodárství mělo být pro celou říši jednotné, zvláštní zájmy jednotlivých zemí měly hájit „dočasně“ v napojení na stávající zemské sněmy i proměnné „provinční stavy k ozřejmění zájmů provincie a k obstarání náležitostí, z těchto zájmů plynoucích“, přičemž mělo být přihlíženo ke stavovskému principu a zemské struktuře. Ústava předpokládala i ustanovení obcí k lepšímu zastoupení zájmů obyvatelů obce.

## Občanská práva
„Občanská a politická práva občanů státu“, katalog základních občanských práv, který velmi podstatně rozšířil malý počet těchto práv dle Všeobecného zákoníku občanského (z roku 1811), a velmi se tak přiblížil hlavnímu cíli revoluce, obsahoval mimo základních osobních práv jako rovnost před zákonem, svobodu vyznání a svědomí, osobní svobodu, svobodnou volbu živnosti, ochrana před nezákonným zatčením, svoboda tisku a projevu, listovní tajemství, petiční právo, svoboda vystěhování, ochrana soudců před přesídlením či propuštěním, veřejná a ústní justice a zavedení porotních soudů. Mimo armády byla ústavně zakotvena i „národní garda“.

## Volební právo
Volební právo nebylo v této ústavě dále řešené a bylo proto ustanovené provizorním volebním řádem do Senátu z 8. května 1848. Omezovalo se pouze na prince jmenované členy Senátu a další dále doživotně jmenované členy Senátu, celkově 200 osob, přičemž u velkomajitelů půdy bylo za kritérium jejich volitelnosti považováno daňové zatížení.
Každý člen Poslanecké sněmovny zastupoval 50.000 mužů starších 24 let, kteří nejméně 6 měsíců bydleli ve volebním okrsku, a to podle dělicího klíče (např. Čechy měly 90 poslanců, Dolní Rakousy 37, Tyrolsko 17, Halič 96, Salcbursko 4 apod.), přičemž dělníci za denní nebo týdenní plat, služebníci a osoby sociálně podporované státem nebyly volebně oprávněny.